# Циркуны
Циркуны́ (укр. Циркуни) — село в Харьковском районе Харьковской области Украины. Является административным центром Циркуновского сельского совета, в который также входят сёла Бутенково, Михайловка, Александровка и Черняки.

## Географическое положение
Село Циркуны находится на берегах реки Харьков, ниже места впадения в неё ручья Вялый. Выше по течению на расстоянии в 1 км расположено село Черкасские Тишки, ниже по течению на расстоянии в 2 км расположен город Харьков.
С севера к селу примыкает крупный лесной массив, где в основном растут дубы. Между Циркунами и Черкасскими Тишками на берегу реки Харьков находится небольшой хвойный лес.
Рядом проходит автомобильная дорога М-03 (Харьковская окружная дорога).

## История
Археологи нашли в окрестностях посёлка поселения первобытных людей, в том числе 2 стоянки эпохи неолита и 2 поселения бронзового века. Кроме того, здесь обитали скифские племена, так как учёные обнаружили здесь 2 городища, поселение и могильник этих племён. Также здесь найдено поселение салтовской культуры.
Первые поселенцы появились здесь во второй половине XVII века и построили здесь городище, или «гуляй-город», с валами для защиты от татарских набегов.
Село впервые упоминается в 1671 году. Название произошло от фамилии первых поселенцев - Циркунов.
Село являлось центром Циркуновской волости Харьковского уезда Харьковской губернии Российской империи. По данным на 1864 год, здесь проживало 2707 человек (1255 мужчин и 1452 женщины), насчитывалось 278 дворовых хозяйств, также были в наличии православная церковь и этапное помещение. По состоянию на 1914 год число жителей выросло до 6416 человек.
Советская власть установлена в декабре 1917 года. С 1923 по 1927 год организованы три артели («Незаможник», «Червоний колос», «Вперёд»). В период с 1929 по 1933 год созданы шесть колхозов («Наше гасло», «1 мая», имени Шевченко, имени Калинина, «Новая жизнь», «Красный пахарь». В 1920-х и 1930-х годах Николаевский храм в Циркунах принадлежал Харьковской и Ахтырской епархии РПЦ. Священниками в 1932 году были Александр Иванович Пирогов (1894—?) и Ефимий Андреевич Попов (1880—?). В 1950 году все колхозы объединились в один — имени Кирова, на базе которого в 1964 году создан совхоз «Циркуновский». В 1966 году население составляло 4385 человек. По данным на середину 1970-х годов за колхозом были закреплены 3805 га сельскохозяйственных угодий, в том числе 2800 га пахотной земли. Имелся консервный цех с производственной мощностью 1,2 млн условных банок за сезон. Направление хозяйства — овоще-молочное.
С 1991 года посёлок входит в состав Украины и является центром Циркуновского сельского совета Харьковского района Харьковской области. В 2001 году была проведена перепись населения, и жителей оказалось 6310 человек (2921 мужчина и 3389 женщин). Население уменьшилось, так как в течение XX века многие жители переехали в город Харьков.
Согласно постановлению Верховного совета Украины от 6 сентября 2012 года № 5215-VI «Об изменении и установлении границ города Харькова, Дергачёвского и Харьковского районов Харьковской области» к Киевскому району Харькова были присоединены земли Циркуновского сельсовета площадью 2,09 км², и общая площадь Киевского района составила 51,7 км². В сентябре 2012 года часть села (улицы Гризодубова, Костёльная, Окружная, Циркуновская, Кутузовская, Научная, отделение «Кутузовка», МЖК «Интернационалист») была принята в состав города Харькова. Указ городского управления расширил границы города.
24 февраля 2022 года в ходе вторжения России село перешло под контроль Вооружённых сил РФ. Использовалось как опорная точка для танковых атак на Харьков, артиллерийских обстрелов района Северной Салтовки. Село подвергалось обстрелам со стороны ВС Украины.
7 мая ВСУ восстановили контроль над селом. На протяжении мая-сентября село обстреливалось Вооруженными силами РФ.

## Инфраструктура
В центре села расположена главная площадь с отреставрированным памятником, Циркуновский сельский совет, Циркуновский лицей, в котором 33 учителя обучают 640 детей, а также супермаркет. В селе есть две библиотеки с книжным фондом 20 тыс. томов, клуб, детский сад, Дом культуры, больница на 75 коек, фельдшерско-акушерский пункт, стадион, спортивная площадка. Основную часть занимают дома советской и дореволюционной постройки. Кроме того, есть участки на продажу, где строятся современные частные дома, в частности коттеджный посёлок «Графский». Основные дороги села асфальтированы.
В Циркунах расположены различные предприятия: Циркуновский мясокомбинат, молочно-товарная ферма, АО «Полимерагро», ООО «Рынок Циркуновский», ООО «Криотехгаз УПК». На окраине села есть ресторан.

## Достопримечательности
В селе есть братская могила солдат Красной армии, где похоронено 147 человек, и православный храм Николая Чудотворца.